# 總統進行曲 (中華民國)
《總統進行曲》（英語：Presidential March），是中華民國總統的官方进行曲。1976年，由中華民國國防部頒定以賴孫德芳與周仕璉上校譜成的《總統進行曲》作為典禮樂。總統出席國家典禮於進場時，例如國慶、国宴、校閱部隊，由國防部聯合樂隊演奏。
中華民國總統在出席部分場合時，例如國民革命忠烈祠的春秋祭典，則演奏《崇戎樂》，其樂於總統離場時亦可演奏。

## 外部連結

### 總統進行曲
- admiral1105. . YouTube. 2017年10月3日  [2023年12月24日]. （原始内容存档于2024年2月16日）.
- 台視新聞 TTV NEWS. . YouTube. 2023年10月10日  [2023年12月24日]. （原始内容存档于2023年12月26日）.

### 崇戎樂
- Chen-i Wang. . YouTube. 2021年9月20日  [2023年12月25日]. （原始内容存档于2024年1月29日）.
- 民視新聞網 Formosa TV News network. . YouTube. 2023年9月3日  [2023年12月24日]. （原始内容存档于2024年1月28日）.